# Stephen Williams
Stephen Williams   (Aberystwyth, 9 de juny de 1996) és un ciclista gal·lès, professional des del 2016. Actualment corre a l'equip Israel-Premier Tech.
S'inicià com a futbolista, però als 16 anys va decidir passar al ciclisme després de patir una lesió al genoll relacionada amb la malaltia d'Osgood-Schlatter.
En el seu palmarès hi destaquen les victòries a la Fletxa Valona i al Tour Down Under de 2024, a l'Arctic Race of Norway de 2023, així com una etapa de la Volta a Suïssa del 2022.

## Palmarès
- 2016
  - Vencedor d'una etapa al Suir Valley Three Day
- 2018
  - 1r a la Ronde de l'Isard i vencedor de 2 etapes
  - Vencedor d'una etapa al Girobio
- 2021
  - 1r al Tour de Croàcia i vencedor d'una etapa
- 2022
  - Vencedor d'una etapa a la Volta a Suïssa
- 2023
  - 1r a l'Arctic Race of Norway i vencedor d'una etapa
- 2024
  - 1r al Tour Down Under i vencedor d'una etapa
  - 1r a la Fletxa Valona
  - 1r a la Volta a la Gran Bretanya i vencedor de 2 etapes

### Resultats a la Volta a Espanya
- 2020. No surt (11a etapa)

### Resultats al Giro d'Itàlia
- 2023. 93è de la classificació general